# 롯폰기 힐스 모리 타워
롯폰기 힐스 모리 타워(일본어: 六本木ヒルズ森タワー 롯폰기히루즈모리타와[*], 영어: Roppongi Hills Mori Tower)는 도쿄도 미나토구에 있는 복합 시설 롯폰기 힐스의 핵심을 담당하는 초고층 빌딩이다. 지상 54층, 238m로 도쿄에서는 미드타운 타워, 도쿄 도청, 선샤인 60 다음으로 높은 빌딩이다.

## 개요

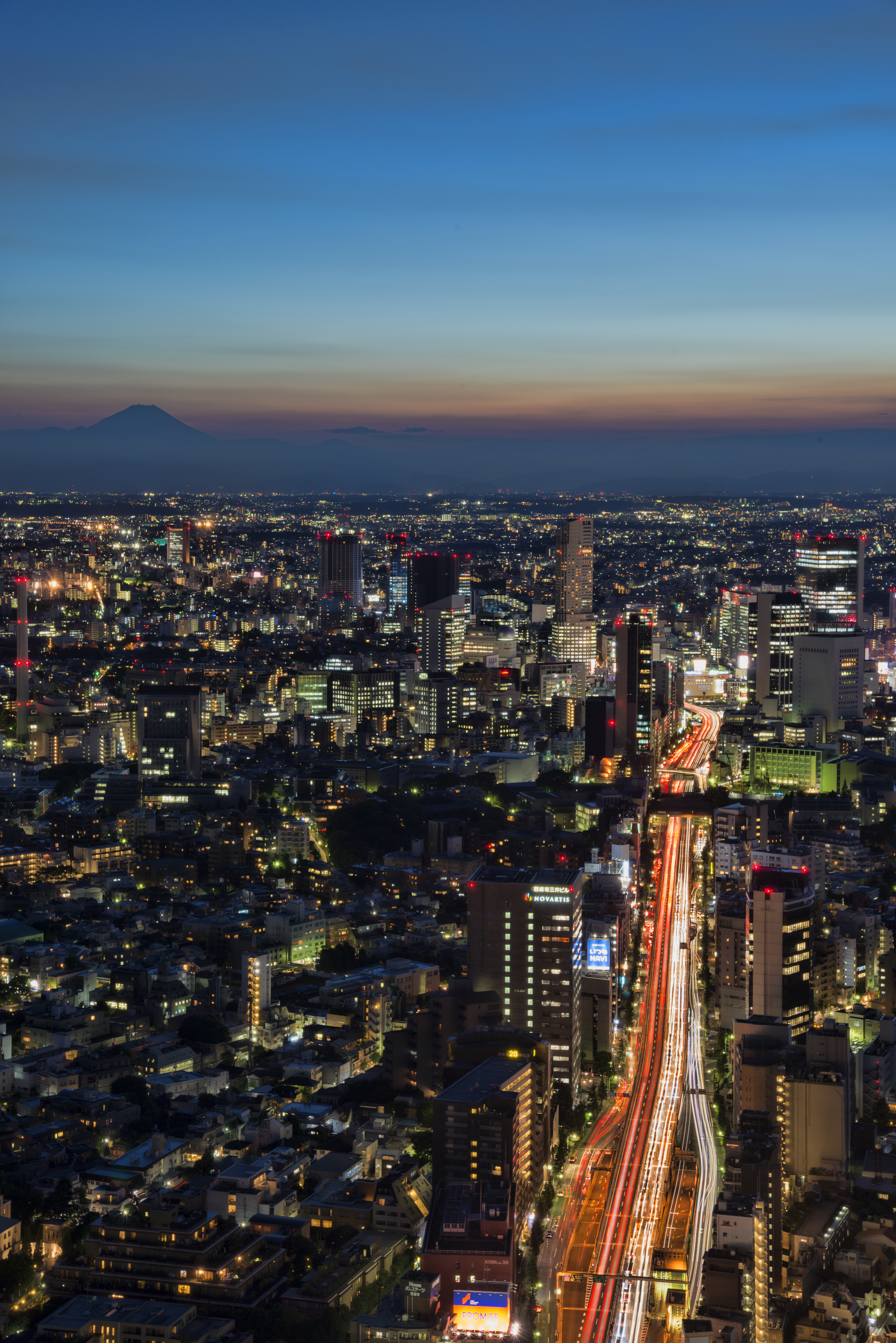
롯폰기힐스모리타워 옥상에서 후지산 쪽으로 바라본 도쿄의 야경

저층부는 쇼핑몰, 중층부는 임대 사무실, 상층부는 회원제 문화 시설이나 미술관 등으로 구성된 모리 아트 센터가 있다. 옥상에는 해발 전망대 높이로는 도쿄 타워보다 높다.

### 모리 아트 센터 & 모리 아트 박물관
모리 아트 센터는 49층에서부터 54층까지에 위치한다. 도서관 등을 비롯해 복합적인 관광단지이며, 52층 실내 전망대와 54층, 옥상의 옥외 전망대 등도 포함한다.

모리 아트 박물관은 2003년 10월 개관했으며, 모리 아트 센터의 중심에 위치하고 있다.

### 오피스 층
7층부터 48층까지 약 42개 층은 오피스로 사용하고 있다. 이에 따라 일본 내의 다양한 기업들이 이 곳에 사무실을 두고 있으며, 지난 2007년 미드타운 타워가 완공되기 전까지는 야후! 재팬, 코나미 등도 이 곳을 본사로 사용했다.

## 사건 및 사고

### 2004년 사망사고

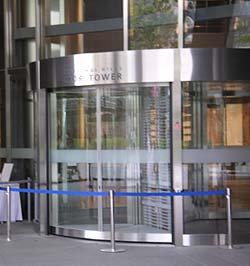
2004년 사고가 발생했던 모리타워의 회전문

모리타워가 개관한지 약 1년 쯤이 지난 2004년 4월 26일 아침, 모리타워를 구경왔던 당시 만 6살의 아동 미조카와 료가 로비의 회전문에 끼어 즉사하는 사고가 일어났다. 그의 머리가 회전문 사이에 끼이면서 사고가 났던 것인데, 사고 원인은 회전문의 센서가 오작동을 하면서 일어난 것으로 밝혀졌다.

### 2007년 화재
2007년 4월 4일, 모리타워의 엘리베이터에서 화재가 발생, 엘리베이터 시스템이 전면 중단되어 승객들이 고립되는 사건이 일어났다. 해당 엘리베이터의 제조사인 오티스 엘리베이터에 따르면, 화재 사건은 리프트 시스템에서 스파크가 발생하면서 화재가 일어난 것으로 보인다.

## 같이 보기
- 롯폰기 힐스
- 일본의 마천루 목록
- 도쿄도의 마천루 목록